# Heinz Wetzel
Heinz Wetzel (* 19. Oktober 1882 in Tübingen; † 14. Juni 1945 in Göppingen) war ein deutscher Architekt, einflussreicher Hochschullehrer und Stadtplaner.

## Leben
Wetzel studierte seit 1900 Architektur in Stuttgart und München. Er wurde Mitglied der Burschenschaft Virtembergia Stuttgart im ADB. Danach arbeitete er als Architekt. Von 1919 bis 1925 war er Leiter des Stuttgarter Stadterweiterungsamtes. Seit 1921 lehrte er zusätzlich als Lehrbeauftragter an der Technischen Hochschule Stuttgart. Im Jahre 1925 wurde er als Professor für Städtebau und Siedlungswesen an die Technische Hochschule Stuttgart berufen und lehrte dort bis 1945. Wetzel gehörte dem Stahlhelm, Bund der Frontsoldaten an. Von Mai 1933 bis Mai 1934 war er Rektor der TH Stuttgart. Wetzel stand 1944 in der Gottbegnadeten-Liste des Reichsministeriums für Volksaufklärung und Propaganda.
Heinz Wetzel war der Bruder des Anatomen Robert Wetzel.

## Werk

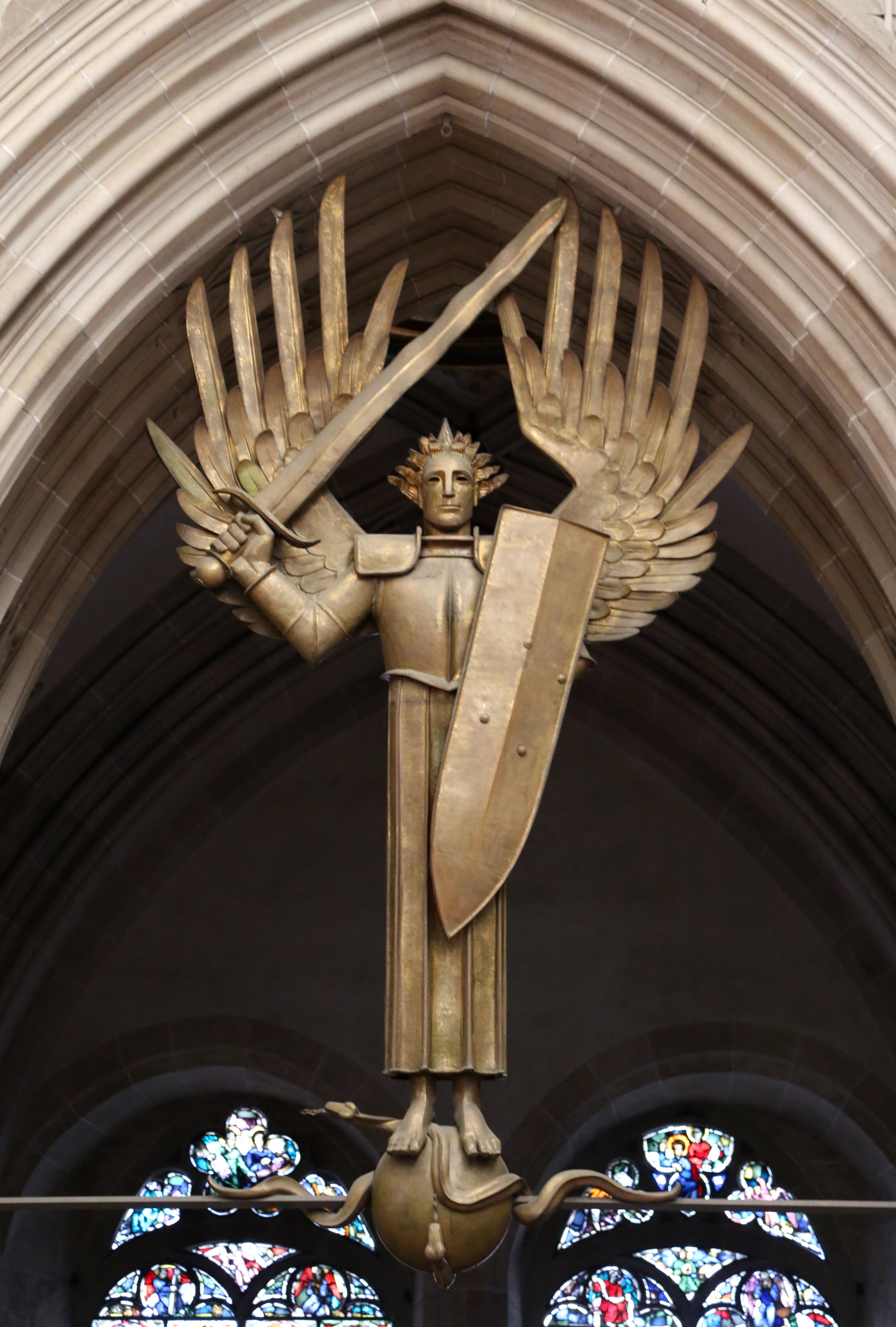
Der Erzengel Michael, ein Entwurf von Heinz Wetzel, der im Ulmer Münster am 5. August 1934 aufgehängt wurde

Wetzel gilt neben Paul Bonatz und Paul Schmitthenner als einer der prägenden Architekturlehrer an der Technischen Hochschule Stuttgart. Als Professor für Städtebau und Siedlungswesen übte er einen kaum zu überschätzenden Einfluss auf eine Studentengeneration aus, die das Planen und Bauen in den 1940er und 1950er Jahren in Deutschland dominieren sollte. Aufgewachsen in einem Umfeld bildungsbürgerlicher Begeisterung für Reitsport, Natur und Militär kam Wetzel erst über Theodor Fischer mit Architektur und Städtebau in Berührung. Dennoch war es mit Adolf von Hildebrand wiederum ein bildender Künstler, der Wetzels spätere Prinzipien in Bauen und Lehre maßgeblich beeinflusste. Bei Hildebrand begriff er die Sehweise der modernen Bildhauerei und wandelte sie in Grundsätze für einen bildhaften Städtebau um.
Aus seiner Feder entstanden nun Skizzen, die sukzessiv in Bildern erlebte Spaziergänge durch alte schwäbische Städte wiedergaben. Er begriff die Häuser einer Stadt nicht als Solitäre, sondern stufte sie zu Bausteinen herab, deren Gestaltung ganz der Gesamterscheinung der Stadt, ihrer optischen Wirkungskraft auf den Betrachter dienen sollte. Mit eigens entwickelten Begriffen wie „optische Leitung“ oder „Visierbrüche“ wollte er für jede Stadt nachweisen, wie sich die Topographie und Eigenart einer Landschaft in der gebauten Masse widerspiegelte. Die Stadt wurde so zum plastisch geformten Körper, deren Bestandteile ein ansprechendes Gesamtbild bilden sollten, so wie es beispielsweise die Stadtansichten des Vedutenmalers Canaletto zeigen.
Wetzel konnte noch gegen Ende seines Lebens in die Wohnungsbauplanungen der NS-Zeit eingreifen. Er selbst, aber besonders seine Schüler wie Georg Laub, Ludwig Schweizer oder Helmut Erdle gewannen als Planer für das Reichsheimstättenamt immer mehr Einfluss auf die Gestaltung der Siedlungen, die zur NS-Zeit vorwiegend Rüstungsarbeiter nahe den Waffenfabriken sesshaft machen sollten. Ihre in Fachzeitschriften publizierten Mustersiedlungen sollten hierfür Vorbilder sein, versahen sie doch die faktisch industriell massenproduzierten Wohnungseinheiten mit einer Aura heimeliger Geschlossenheit. Schließlich ging es auch darum, den Menschen eine lebenswerte „Heimat“ zu versprechen, um die im NS-Staat zunehmend brutalisierten Lebensumstände zu kompensieren.
Doch jenseits heimattümelnder Blut-und-Boden-Idylle, jenseits traditionalistischer bzw. bildhafter Vorstellungen gemäß Wetzels Vorbildern Camillo Sitte oder Paul Schultze-Naumburg, kamen in diesen Siedlungsgebilden bereits die Aspekte der sich damals erstmals entwickelnden Raumplanung zum Tragen. Auch eine Organisation in „Nachbarschaften“ und Anklänge an organische Strukturen ließen sich beobachten. Der Wetzelsche Wohnungsbau gewann vor allen Dingen gegenüber dem innerhalb der Planungslandschaft des Dritten Reichs konkurrierenden monumentalen Städtebaus Albert Speers immer mehr an Durchsetzungskraft. So konnte sich dieses Prinzip schon in der NS-Zeit beginnend schließlich im Wiederaufbau nach dem letzten Weltkrieg zumindest bis 1960 behaupten.

## Schriften
- Wandlungen im Städtebau. Vortrag gehalten anlässlich der Gautagung des NSBDT, Fachgruppe Bauwesen am 21. September 1941 in Stuttgart Karl Kraemer Verlag, Stuttgart 1942.
- Stadt Bau Kunst – Gedanken und Bilder aus dem Nachlass. Karl Kraemer Verlag, Stuttgart 1962.